# Cartolina QSL
Una cartolina QSL è una conferma scritta sia di una comunicazione bi-direzionale tra due stazioni di radioamatore o di operatore in banda cittadina (CB e PMR446), sia di una ricezione di un segnale radio emesso da una stazione radiofonica (in questo caso è la conferma ad un rapporto d'ascolto) o televisiva.
Le cartoline QSL possono anche confermare la ricezione di una comunicazione radio bi-direzionale da parte di un terzo operatore. Una tipica cartolina QSL presenta le stesse caratteristiche di dimensioni e materiale di una normale cartolina postale.
Il termine QSL non è un acronimo, ma una voce del codice Q utilizzato in telegrafia, e significa "confermo il collegamento". Spesso queste cartoline costituiscono oggetto di collezione da parte dei radioascoltatori e dei radioamatori.
Il rapporto di ascolto viene normalmente corredato delle seguenti informazioni:
- Nome della stazione radiofonica
- Data e ora della ricezione
- Frequenza o banda d'ascolto
- Qualità del segnale (codice SINPO o RST)
- Caratteristiche del trasmettitore, del ricevitore e dell'antenna
- Dettagli del programma ascoltato (nel caso di emittente radiofonica in broadcast)
- Richiesta della cartolina QSL

Dove non sia possibile per questioni organizzative la cartolina QSL cartacea, si possono usare l'email o altri servizi web, ufficiali e certificati oppure simbolici.
Nel caso di operatore in "banda cittadina" (CB) o PMR446, il MSE italiano non regolamenta i nominativi, perciò può essere scelto un nominativo di fantasia, costituito normalmente dal numero 1 che corrisponde a Italia, seguito dalla sigla della provincia di nascita, dalle iniziali di cognome e nome e dalle ultime due cifre della data di nascita; facoltativamente può essere aggiunta una lettera o un numero che di solito è la prima lettera dell'indirizzo email usata per i DX, ma che può essere usata anche per risolvere conflitti di omonimia.
Per esempio Rossi Mauro nato a La Spezia nel 1998 la cui e-mail eQSL è pixie chiocciola vattelapesca punto xx, avrà il nominativo 1+SP+RM+98+P cioè 1SPRM98P. Nel Comune di La Spezia potrebbe esserci anche Raimondi Marina nata lo stesso anno 1998 e dunque si può risolvere il conflitto di omonimia cambiando la lettera facoltativa perché Marina ha un indirizzo email diverso. 
Alcuni CB si associano in gruppi informali o veri e propri club e in quel caso, al posto della sigla della provincia, usano la sigla del gruppo o club (di solito da 2 a 4 cifre) seguito da una sequenza di lettere e/o numeri secondo una regola interna del gruppo/club; In quel caso la sigla sarà 1+sigla club+identicativo socio e dunque il socio 234 del gruppo dei "piccoli modulatori associati" potrebbe essere 1PMA234.
L'assenza di regole precise può portare spesso a casi di omonimia.
Va ricordato che in Italia in "banda cittadina" non si possono fare DX con apparati non omologati o illegalmente potenziati.

## Galleria d'immagini

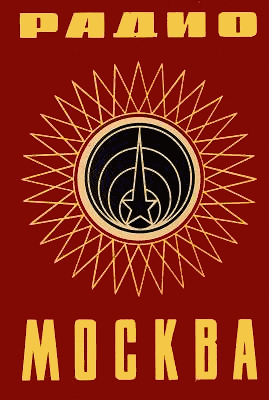
Cartolina QSL di Radio Mosca (1969)
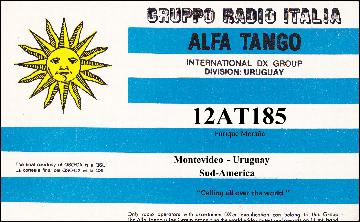
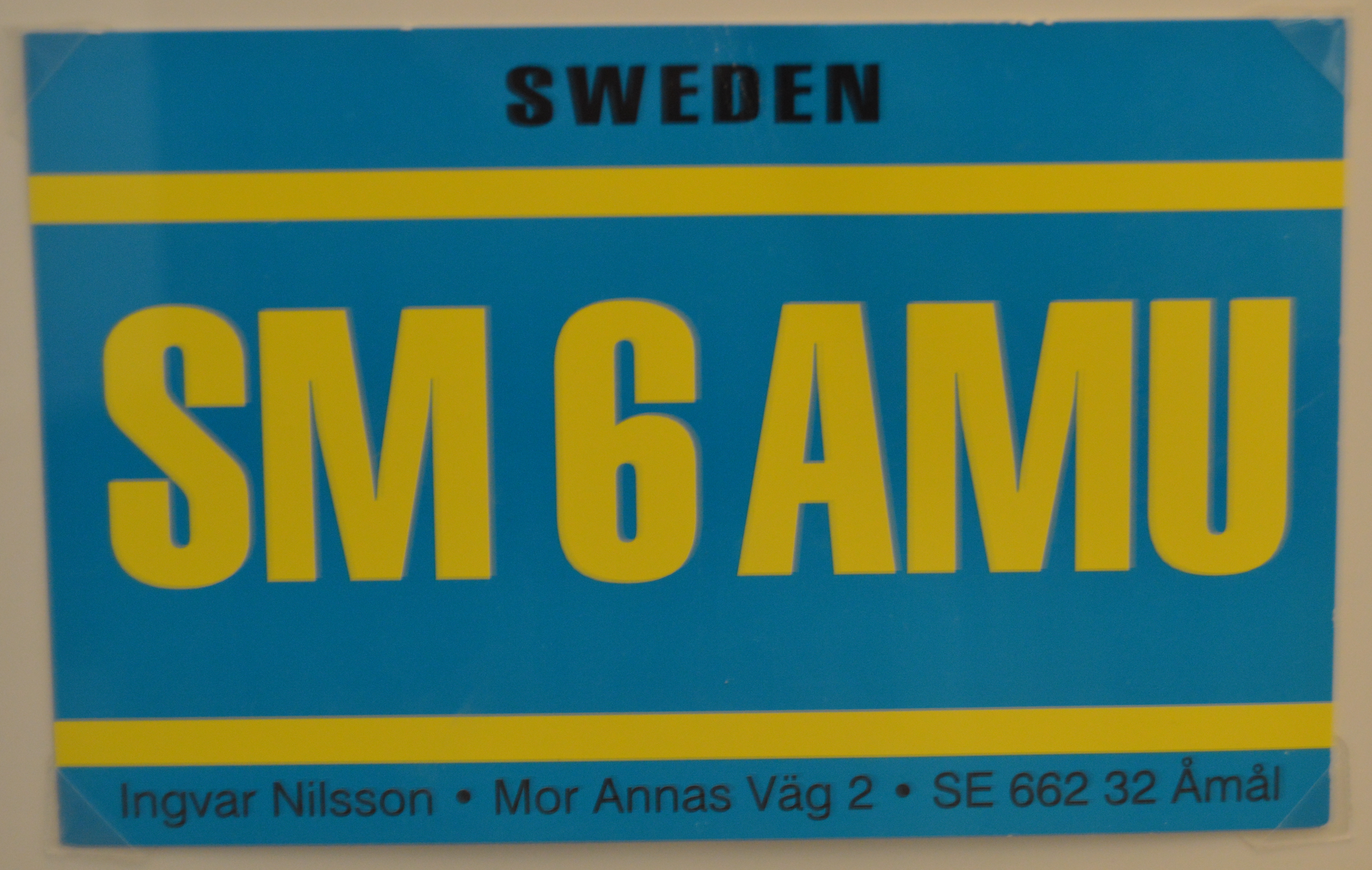
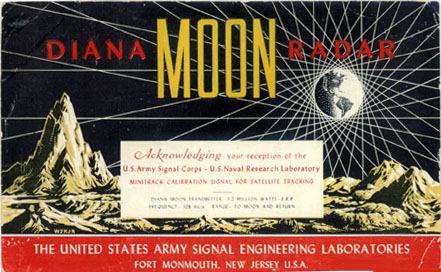